# Masicera vivida
Masicera vivida là một loài ruồi trong họ Tachinidae.